# 大型多人線上遊戲
大型多人線上遊戲（英文：Massive multiplayer online game，縮寫：MMOG），一般为游戏运营方搭设游戏的网络服务器，玩家通过的客户端软件连接游戏运营方的服务器端进行游戏。一般的MMOG可以支持超过数千人同时进行游戏。同时连接游戏的玩家可以在游戏中与其他玩家进行交流。

## 分类
- 大型多人線上第一人稱射擊遊戲
- 大型多人線上即時戰略遊戲
- 大型多人在线竞速游戏

1. ↑   (PDF). Large research.   [2024-08-05]. （原始内容存档 (PDF)于2025-02-11）.